# Gordon (Alabama)
Gordon és una població dels Estats Units a l'estat d'Alabama. Segons el cens del 2000 tenia 408 habitants.

## Demografia
Segons el cens del 2000, Gordon tenia 408 habitants, 144 habitatges, i 108 famílies. La densitat de població era de 48,6 habitants/km².
Dels 144 habitatges en un 41% hi vivien nens de menys de 18 anys, en un 47,2% hi vivien parelles casades, en un 22,2% dones solteres, i en un 25% no eren unitats familiars. En el 25% dels habitatges hi vivien persones soles l'11,1% de les quals corresponia a persones de 65 anys o més que vivien soles. El nombre mitjà de persones vivint en cada habitatge era de 2,83 i el nombre mitjà de persones que vivien en cada família era de 3,33.
Per edats la població es repartia de la següent manera: un 33,8% tenia menys de 18 anys, un 7,4% entre 18 i 24, un 22,5% entre 25 i 44, un 24% de 45 a 60 i un 12,3% 65 anys o més.
L'edat mediana era de 35 anys. Per cada 100 dones hi havia 84,6 homes. Per cada 100 dones de 18 o més anys hi havia 78,8 homes.
La renda mediana per habitatge era de 16.917 $ i la renda mediana per família de 17.708 $. Els homes tenien una renda mediana de 25.625 $ mentre que les dones 15.536 $. La renda per capita de la població era de 6.795 $. Aproximadament el 30,3% de les famílies i el 39,9% de la població estaven per davall del llindar de pobresa.

## Poblacions més properes
El següent diagrama mostra les poblacions més properes.